# Liste der Länderspiele der puerto-ricanischen Futsalnationalmannschaft
Die nachfolgende Liste enthält alle Länderspiele der puerto-ricanischen Futsalnationalmannschaft der Männer, die der Fußballverband von Puerto Rico, die Federación Puertorriqueña de Fútbol (FPF), im Jahr 2000 gegründet hat. Futsal ist die einzige von der FIFA anerkannte Variante des Hallenfußballs. Bisher wurden acht Länderspiele ausgetragen.

## Länderspielübersicht
Legende
- Erg. = Ergebnis
- n. V. = nach Verlängerung
- i. S. = im Sechsmeterschießen
- abg. = Spielabbruch
- H = Heimspiel
- A = Auswärtsspiel
- * = Spiel auf neutralem Platz
- Hintergrundfarbe grün = Sieg
- Hintergrundfarbe gelb = Unentschieden
- Hintergrundfarbe rot = Niederlage

| Nr.                    | Datum      | Erg. | Gegner                   |   | Austragungsort                                               | Anlass                                     | Bemerkungen |
| ---------------------- | ---------- | ---- | ------------------------ | - | ------------------------------------------------------------ | ------------------------------------------ | --- |
| 1                      | 21.07.2000 | 0:5  | USA                      | * | Heredia 1 (CRC), Palacio de los Deportes                     | CONCACAF-Meisterschaft 2000- Endrunde      | Erstes Spiel auf neutralem Platz Erste Niederlage Erste Niederlage auf neutralem Platz Erstes Länderspiel gegen die USA |
| 2                      | 23.07.2000 | 2:4  | Mexiko                   | * | Heredia 1 (CRC), Palacio de los Deportes                     | CONCACAF-Meisterschaft 2000- Endrunde      | Erstes Länderspiel gegen Mexiko                                                                                         |
| 3                      | 25.07.2000 | 0:4  | Niederländische Antillen | * | Heredia 1 (CRC), Palacio de los Deportes                     | CONCACAF-Meisterschaft 2000- Endrunde      | Erstes Länderspiel gegen die Niederländischen Antillen                                                                  |
| 4                      | 19.04.2004 | 2:4  | Trinidad und Tobago      | A | Saint Augustine (TRI), UWI Sport & Physical Education Centre | CONCACAF-Meisterschaft 2004- Qualifikation | Erstes Auswärtsspiel Erste Auswärtsniederlage Erstes Länderspiel gegen Trinidad und Tobago                              |
| 5                      | 20.04.2004 | 3:6  | Grenada                  | * | Saint Augustine (TRI), UWI Sport & Physical Education Centre | CONCACAF-Meisterschaft 2004- Qualifikation | Erstes Länderspiel gegen Grenada                                                                                        |
| 6                      | 21.04.2004 | 3:7  | Niederländische Antillen | * | Saint Augustine (TRI), UWI Sport & Physical Education Centre | CONCACAF-Meisterschaft 2004- Qualifikation | |
| 7                      | 03.04.2008 | 0:7  | Trinidad und Tobago      | A | Macoya 2 (TRI), Dr. João Havelange Centre of Excellence      | CONCACAF-Meisterschaft 2008- Qualifikation | Höchste Auswärtsniederlage                                                                                              |
| 8                      | 04.04.2008 | 3:15 | Suriname                 | * | Macoya 2 (TRI), Dr. João Havelange Centre of Excellence      | CONCACAF-Meisterschaft 2008- Qualifikation | Höchste Niederlage Höchste Niederlage auf neutralem Platz Erstes Länderspiel gegen Suriname                             |
| Stand: 27. August 2018 |            |      |                          |   |                                                              |                                            | |

## Statistik
In der Statistik werden nur die offiziellen Länderspiele berücksichtigt.
Legende
- Sp. = Spiele
- Sg. = Siege
- Uts. = Unentschieden
- Ndl. = Niederlagen
- Hintergrundfarbe grün = positive Bilanz
- Hintergrundfarbe gelb = ausgeglichene Bilanz
- Hintergrundfarbe rot = negative Bilanz

### Gegner
| Land                     | Kontinentalverband | Sp. | Sg. | Uts. | Ndl. | Torverhältnis |
| ------------------------ | ------------------ | --- | --- | ---- | ---- | ------------- |
| Grenada                  | CONCACAF           | 1   | 0   | 0    | 1    | 3:6           |
| Mexiko                   | CONCACAF           | 1   | 0   | 0    | 1    | 2:4           |
| Niederländische Antillen | CONCACAF           | 2   | 0   | 0    | 2    | 03:11         |
| Suriname                 | CONCACAF           | 1   | 0   | 0    | 1    | 03:15         |
| Trinidad und Tobago      | CONCACAF           | 2   | 0   | 0    | 2    | 02:11         |
| USA                      | CONCACAF           | 1   | 0   | 0    | 1    | 0:5           |
| Gesamt                   | Gesamt             | 8   | 0   | 0    | 8    | 13:52         |

### Kontinentalverbände
| Kontinentalverband                 | Sp. | Sg. | Uts. | Ndl. | Torverhältnis |
| ---------------------------------- | --- | --- | ---- | ---- | ------------- |
| AFC (Asien)                        | 0   | 0   | 0    | 0    | 0:0           |
| CAF (Afrika)                       | 0   | 0   | 0    | 0    | 0:0           |
| CONCACAF (Nord- und Mittelamerika) | 8   | 0   | 0    | 8    | 13:52         |
| CONMEBOL (Südamerika)              | 0   | 0   | 0    | 0    | 0:0           |
| OFC (Ozeanien)                     | 0   | 0   | 0    | 0    | 0:0           |
| UEFA (Europa)                      | 0   | 0   | 0    | 0    | 0:0           |
| Gesamt                             | 8   | 0   | 0    | 8    | 13:52         |

### Anlässe
| Anlass                                      | Sp. | Sg. | Uts. | Ndl. | Torverhältnis |
| ------------------------------------------- | --- | --- | ---- | ---- | ------------- |
| CONCACAF-Meisterschaft-Endrundenspiele      | 3   | 0   | 0    | 3    | 02:13         |
| CONCACAF-Meisterschaft-Qualifikationsspiele | 5   | 0   | 0    | 5    | 11:39         |
| Freundschaftsspiele                         | 0   | 0   | 0    | 0    | 0:0           |
| Gesamt                                      | 8   | 0   | 0    | 8    | 13:52         |

### Spielarten
| Spielart                       | Sp. | Sg. | Uts. | Ndl. | Torverhältnis |
| ------------------------------ | --- | --- | ---- | ---- | ------------- |
| Heimspiele (H)                 | 0   | 0   | 0    | 0    | 0:0           |
| Spiele auf neutralem Platz (*) | 6   | 0   | 0    | 6    | 11:41         |
| Auswärtsspiele (A)             | 2   | 0   | 0    | 2    | 02:11         |
| Gesamt                         | 8   | 0   | 0    | 8    | 13:52         |

### Austragungsorte
| Austragungsort  | Land                | Sp. | Sg. | Uts. | Ndl. | Torverhältnis |
| --------------- | ------------------- | --- | --- | ---- | ---- | ------------- |
| Heredia         | Costa Rica          | 3   | 0   | 0    | 3    | 02:13         |
| Macoya          | Trinidad und Tobago | 2   | 0   | 0    | 2    | 03:22         |
| Saint Augustine | Trinidad und Tobago | 3   | 0   | 0    | 3    | 08:17         |
| Gesamt          | Gesamt              | 8   | 0   | 0    | 8    | 13:52         |

### Spielergebnisse
|      | Gegentore | Gegentore | Gegentore | Gegentore | Gegentore | Gegentore | Gegentore | Gegentore | Gegentore | Gegentore | Gegentore | Gegentore | Gegentore | Gegentore | Gegentore | Gegentore |
| Tore | 0         | 1         | 2         | 3         | 4         | 5         | 6         | 7         | 8         | 9         | 10        | 11        | 12        | 13        | 14        | 15        |
| ---- | --------- | --------- | --------- | --------- | --------- | --------- | --------- | --------- | --------- | --------- | --------- | --------- | --------- | --------- | --------- | --------- |
| 0    | -         | -         | -         | -         | 1         | 1         | -         | 1         | -         | -         | -         | -         | -         | -         | -         | -         |
| 1    | -         | -         | -         | -         | -         | -         | -         | -         | -         | -         | -         | -         | -         | -         | -         | -         |
| 2    | -         | -         | -         | -         | 2         | -         | -         | -         | -         | -         | -         | -         | -         | -         | -         | -         |
| 3    | -         | -         | -         | -         | -         | -         | 1         | 1         | -         | -         | -         | -         | -         | -         | -         | 1         |